# 阿让通莱格利斯
阿让通莱格利斯（法語：Argenton-l'Église，法語發音：[aʁʒɑ̃tɔ̃ leɡliz]）是法国德塞夫勒省的一个旧市镇，属于布雷叙尔区。2019年1月1日，阿让通莱格利斯与市镇布耶洛雷合并为新市镇洛雷达让通，阿让通莱格利斯为新市镇行政中心。

## 地理
阿让通莱格利斯（47°2'38"N, 0°15'38"W）面积25.86 平方千米，位于法国新阿基坦大区德塞夫勒省，该省份为法国西部内陆省份，北起曼恩-卢瓦尔省，西接旺代省，南至夏朗德省和滨海夏朗德省，东临维埃纳省。
与阿让通莱格利斯接壤的市镇（或旧市镇、城区）包括：圣马丹德桑宰、布耶洛雷、布耶圣保罗、莫泽图阿尔赛、圣拉德贡德。
阿让通莱格利斯的时区为UTC+01:00、UTC+02:00（夏令时）。

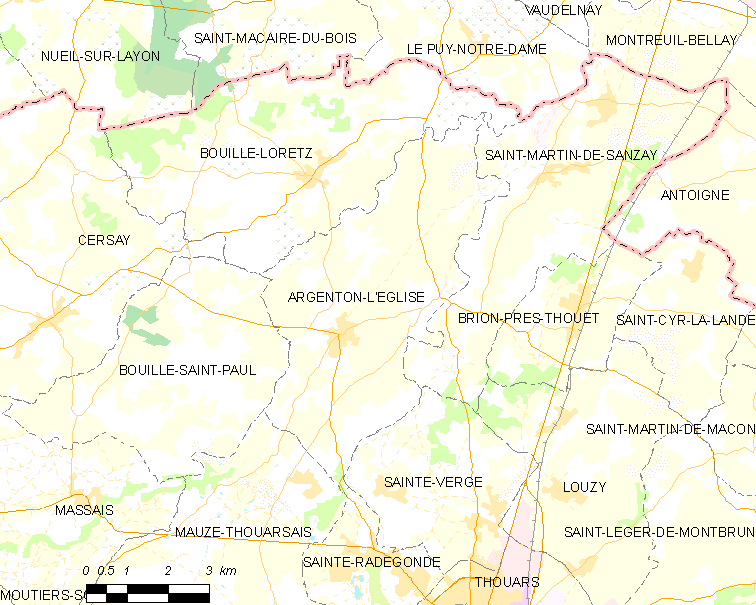
阿让通莱格利斯的OSM定位图

## 行政
阿让通莱格利斯的邮政编码为79290，INSEE市镇编码为79014。

## 政治
阿让通莱格利斯所属的省级选区为图埃河谷县。

## 人口

1962-2008年间阿让通莱格利斯人口变化图示

阿让通莱格利斯于2015时的人口数量为1638人。